# Joseph P. Kennedy Jr.
Joseph Patrick Kennedy Jr. (ur. 25 lipca 1915 w Brookline, zginął 12 sierpnia 1944 nad Suffolk) – porucznik-pilot US Navy, najstarszy syn Josepha Patricka Kennedy’ego Sr. i Rose Kennedy, brat prezydenta Stanów Zjednoczonych, Johna F. Kennedy’ego.

## Życiorys
Urodził się rok po ślubie swoich rodziców. Podczas II wojny światowej walczył jako pilot bombowców, m.in. brał udział w inwazji w Normandii. Zginął w 1944, uczestnicząc w tajnej akcji (Projekt Anvil), podczas której próbowano zniszczyć niemieckie umocnienia wojskowe oraz działa V3. Samoloty wypełnione trotylem miały zostać skierowane prosto na niemieckie umocnienia, a piloci mieli wyskoczyć z nich w ostatniej chwili. Samolot Kennedy’ego nigdy nie doleciał do celu – trotyl wybuchł w powietrzu, a on sam zginął.
Odznaczony m.in. Krzyżem Marynarki, Zaszczytnym Krzyżem Lotniczym, Medalem Lotniczym oraz Purpurowym Sercem.

## Pamięć
W 1946 imię Kennedy’ego nadano niszczycielowi typu Gearing: USS „Joseph P. Kennedy Jr.” (DD-850), na którym przez krótki okres służył młodszy brat porucznika, przyszły senator – Robert F. Kennedy. Jednostka m.in. brała udział w blokadzie Kuby oraz wchodziła w skład zespołu ratowniczego, działającego w ramach programu kosmicznego Gemini (Gemini 6 i 7). Obecnie znajduje się w muzeum morskim Battleship Cove w Fall River.